# Aukusti Aho
Aukusti Aleksanteri Aho (* 20. Oktober 1867 in Turku; † 16. März 1934) war ein finnischer Verwaltungsbeamter und Politiker.

## Leben
Aho war als Verwaltungsbeamter tätig und wurde 1917 Nachfolger von Nikolai Sillman als kommissarischer Gouverneur der Provinz Mikkeli und bekleidete dieses Amt bis zu seiner Ablösung durch Ernst Rosenqvist 1918.
Am 2. Juni 1922 wurde er von Ministerpräsident Aimo Kaarlo Cajander als Minister für Handel und Industrie (Kauppa- ja teollisuusministeri) in dessen erstes Kabinett berufen und bekleidete dieses Ministeramt vom 30. November 1922 bis zum 18. Januar 1924 auch im ersten Kabinett von Ministerpräsident Kyösti Kallio.